# Beinn a' Chochuill
Beinn a' Chochuill är ett berg i Storbritannien.   Det ligger i kommunen Argyll and Bute och riksdelen Skottland, i den nordvästra delen av landet, 600 km nordväst om huvudstaden London. Toppen på Beinn a' Chochuill är 980 meter över havet, eller 482 meter över den omgivande terrängen. Bredden vid basen är 4,2 km.
Terrängen runt Beinn a' Chochuill är huvudsakligen kuperad, men åt sydväst är den bergig.Runt Beinn a' Chochuill är det mycket glesbefolkat, med 2 invånare per kvadratkilometer. Närmaste större samhälle är Taynuilt, 10,7 km väster om Beinn a' Chochuill. I omgivningarna runt Beinn a' Chochuill växer i huvudsak blandskog.